# ISO 3166-2:CV
ISO 3166-2:CV é a entrada para Cabo Verde no ISO 3166-2, parte da norma ISO 3166 publicada pela Organização Internacional de Normalização (ISO), que define os códigos para os nomes das principais subdivisões  (por exemplo, províncias ou estados de todos os países codificados em ISO 3166-1.
Atualmente, para Cabo Verde, os códigos ISO 3166-2 são definidos para dois níveis das subdivisões:
- Duas regiões geográficas (isto é, as Ilhas de Barlavento e as Ilhas de Sotavento)
- Vinte e dois municípios

Cada código consiste em duas partes, separadas por um hífen. A primeira parte é CV, o código ISO 3166-1 alfa-2 de Cabo Verde. A segunda parte é uma das seguintes:
- uma letra: regiões geográficas
- duas letras: municípios

## Códigos atuais
Os nomes das subdivisões são listados como na norma ISO 3166-2 publicada pela Agência de Manutenção da ISO 3166 (ISO 3166 / MA).
Clique no botão no cabeçalho para classificar cada coluna.

### Regiões geográficas
| Código | Nome da subdivisão (pt) |
| ------ | ----------------------- |
| CV-B   | Ilhas de Barlavento     |
| CV-S   | Ilhas de Sotavento      |

### Municípios
Conforme descritos na Divisão administrativa de Cabo Verde:
| Código | Nome da subdivisão (pt)    | Na região geográfica |
| ------ | -------------------------- | -------------------- |
| CV-BV  | Boa Vista                  | B                    |
| CV-BR  | Brava                      | S                    |
| CV-MA  | Maio                       | S                    |
| CV-MO  | Mosteiros                  | S                    |
| CV-PA  | Paul                       | B                    |
| CV-PN  | Porto Novo                 | B                    |
| CV-PR  | Praia                      | S                    |
| CV-RB  | Ribeira Brava              | B                    |
| CV-RG  | Ribeira Grande             | B                    |
| CV-RS  | Ribeira Grande de Santiago | S                    |
| CV-SL  | Sal                        | B                    |
| CV-CA  | Santa Catarina             | S                    |
| CV-CF  | Santa Catarina do Fogo     | S                    |
| CV-CR  | Santa Cruz                 | S                    |
| CV-SD  | São Domingos               | S                    |
| CV-SF  | São Filipe                 | S                    |
| CV-SO  | São Lourenço dos Órgãos    | S                    |
| CV-SM  | São Miguel                 | S                    |
| CV-SS  | São Salvador do Mundo      | S                    |
| CV-SV  | São Vicente                | B                    |
| CV-TA  | Tarrafal                   | S                    |
| CV-TS  | Tarrafal de São Nicolau    | B                    |

## Mudanças
As seguintes alterações à entrada foram anunciadas nos boletins informativos pela ISO 3166/MA desde a primeira publicação da ISO 3166-2 em 1998:
| Boletim informativo                 | Data de emissão                                             | Descrição da alteração no boletim informativo                                                                                     | Código/mudança da subdivisão |
| ----------------------------------- | ----------------------------------------------------------- | --- | --- |
| «Newsletter I-2» (PDF) (em inglês)  | 21 de maio de 2002                                          | Disposição da subdivisão parcialmente revista: Três novos municípios. Nova referência para a fonte da lista                       | Subdivisões adicionadas: CV-CS Calheta de São Miguel CV-MO Mosteiros CV-SF São Filipe |
| «Newsletter II-2» (PDF) (em inglês) | 30 de junho de 2010                                         | Adição do prefixo do código do país como primeiro elemento do código, atualização da estrutura administrativa e da fonte da lista | Subdivisões adicionadas: CV-RB Ribeira Brava CV-RS Ribeira Grande de Santiago CV-CF Santa Catarina do Fogo CV-SL São Lourenço dos Órgãos CV-SS São Salvador do Mundo CV-TS Tarrafal de São Nicolau Subdivisões suprimidas: CV-SN São Nicolau Códigos: CV-CS Calheta de São Miguel → CV-SM São Miguel |
| «Newsletter II-3» (PDF) (em inglês) | 13 de dezembro de 2011 (corrigido a 15 de dezembro de 2011) | Correção da NL II-2 para topónimos e erros tipográficos e atualização da lista das fontes.                                        | Códigos: São Lourenço dos Órgãos CV-SL → CV-SO |